# World of Morrissey
World of Morrissey var Morrisseys sjunde musikalbum. Det släpptes 21 februari 1995. World of Morrissey är ett samlingsalbum.

## Låtlista
1. Whatever Happens, I Love You
2. Billy Budd
3. Jack The Ripper (Live i Paris)
4. Have-A-Go Merchant
5. The Loop
6. Sister I'm A Poet (Live i Paris)
7. You're The One For Me, Fatty (Live i Paris)
8. Boxers
9. Moonriver
10. My Love Life
11. Certain People I Know
12. The Last Of The Fameous International Playboys
13. We'll Let You Know
14. Spring Heeled Jim

## Medverkande
- Morrissey - Sång
- Alain Whyte - Gitarr, uppbackning på sång
- Boz Boorer - Gitarr, klarinett, saxofon
- Jonny Bridgewood - basgitarr
- Gary Day - basgitarr
- Woodie Taylor - trummor
- Spencer Cobrin - trummor